# Pyrenula santensis
Pyrenula santensis är en lavart som först beskrevs av William Nylander och som fick sitt nu gällande namn av Johannes Müller Argoviensis. 
Pyrenula santensis ingår i släktet Pyrenula och familjen Pyrenulaceae. Inga underarter finns listade i Catalogue of Life.